# Малоюганский
Малоюганский — посёлок в Сургутском районе Ханты-Мансийского автономного округа — Югры. Входит в состав Сельского поселения Угут.
Почтовый индекс — 628458, код ОКАТО — 71126948005.
В 90-е годы был под названием Юган ЛЗУ — Юганский Лесозаготовительный участок.

## Население
| 2010 |
| ---- |
| 238  |

## Климат
Климат резко континентальный, зима суровая, с сильными ветрами и метелями, продолжающаяся семь месяцев. Лето относительно тёплое, но короткое.